# Евфимия Владимировна
Евфи́мия Влади́мировна (ок. 1099, Киев — ум. 4 апреля 1139) — королева Венгрии, дочь Владимира Мономаха, великого князя Киевского и Евфимии.
В 1112 году была выдана замуж за венгерского короля Кальмана I Книжника. Старше её по меньшей мере на 25 лет, страдавший от серьёзной болезни, Кальман уличил Евфимию в супружеской измене и отправил назад в Киев.
Уже при отцовском дворе Евфимия родила сына Бориса Конрада, который впоследствии претендовал на венгерский престол, но не был признан Кальманом родным сыном. Позже Евфимия удалилась в монастырь вблизи Киева, где провела остаток жизни. Похоронена около церкви Спаса на Берестове.